# 抒情交響曲
『抒情交響曲』（ドイツ語: Lyrische Symphonie）作品18は、アレクサンダー・ツェムリンスキーが1922年に作曲した声楽つき交響曲である。1924年にプラハで初演された。ツェムリンスキーの代表作の一つである。交響曲、協奏曲、カンタータ、オペラといったジャンルが綜合された作品であり、新旧のさまざまな音楽語法（調性、旋法、複調、無調）が援用されている。
グスタフ・マーラーの『大地の歌』と同じく、アジアの詩に曲付けされており、2人の歌手が歌い交わす体裁をとる。ただしマーラー作品では漢詩が使われ、男女もしくは男声同士のどちらでも可能であるのに対して、ツェムリンスキーの作品は、ラビンドラナート・タゴールの英語散文詩『園丁』のドイツ語版から相聞歌のみが選ばれており、男声同士で歌うことはできない。『抒情交響曲』において男女は、恋愛について語らいながらも、すれ違いを続けて意思疎通ができずに終わる。このような展開になるように、作曲者自身によって詩の配列も変えられている。

## 構成
以下の7つの楽章から成り、全曲を通して演奏するのに45分前後を要する。プログラム表記の必要から、便宜上、慣習的に各曲のインチピット（歌い出し）が楽章名に使われてきたが、出版譜においては、楽章の番号は付されていても、題名までは記されていない。
1. わが心、穏やかならず Ich bin friedlos, ich bin durstig nach fernen Dingen
2. お母様、若い王子様が O Mutter, der junge Prinz
3. お前は夕暮れの雲 Du bist die Abendwolke
4. いとしいお方、私に話して下さい Sprich zu mir, Geliebter
5. 恋人よ、お前の甘い口づけから解き放してくれ Befrei mich von den Banden deiner Süße, Lieb
6. 最後の歌を歌い終えたら、お仕舞いに Vollende denn das letzte Lied
7. 安らぐがよい、わが心よ Friede, mein Herz

アルバン・ベルクはこの作品に触発されて、《弦楽四重奏のための抒情組曲》を作曲し、ツェムリンスキーの第3楽章を自作に引用している。

## 編成
本作では、マーラーの好んだ弦楽器のグリッサンドや、シェーンベルクが用いたトロンボーンのグリッサンドが援用されている。
- 声楽
  - ソプラノ独唱
  - バリトン独唱
- 管弦楽
  - フルート4（第3・第4フルートはピッコロと持ち替え）、オーボエ2、コーラングレー1、クラリネットA管及びB管3（第3クラリネットは小クラリネットと持ち替え）、バスクラリネットA管及びB管1、ファゴット2、コントラファゴット1、ホルンF管4、トランペットC管3、トロンボーン3、バスチューバ1、ティンパニー、バスドラム、タムタム、シンバル、鉄琴、チェレスタ、ハルモニウム、ハープ、弦楽五部。